# OpenGameArt.org
오픈 게임 아트(Open Game Art)는 자유-오픈 소스 소프트웨어 오픈 소스 비디오 게임 프로젝트에 사용하기 위한 미디어 저장소로, 오픈 콘텐츠 자산을 제공한다.
이 웹사이트의 목적은 개발자가 프로그래머 아트를 고품질의 자유롭게 라이선스된 예술 작품으로 쉽게 교체할 수 있도록 하는 것이다. 오디오 샘플과 노래만 다루는 ccMixter나 샘플에만 국한되는 더 프리사운드 프로젝트와 같은 유사한 프로젝트와 달리, 2D 및 3D 아트뿐만 아니라 사운드 효과 및 음악도 허용한다.

## 콘텐츠 라이선싱
오픈 게임 아트에서 찾을 수 있는 모든 콘텐츠는 자유 라이선스 하에 라이선스된다. 이 프로젝트는 상업적 재사용이나 리믹스를 방해하는 조항(예: 크리에이티브 커먼즈 라이선스 조항 NC 또는 ND)이 있는 콘텐츠를 허용하지 않는다. 이는 사용자를 제한하여 콘텐츠를 비자유로 만들기 때문이다.
현재 허용되는 라이선스는 다음과 같다: 크리에이티브 커먼즈 라이선스 "CC BY-SA 3.0" 및 "CC BY 3.0", "CC BY 3.0" 라이선스를 기반으로 하지만 해당 라이선스의 기술적 제한(즉, DRM 방지 제한)을 제거한 "OGA-BY 3.0" 라이선스, GNU 라이선스 "GPLv2/GPLv3/LGPLv2/LGPLv3" 및 퍼블릭 도메인과 유사한 라이선스 "CC0". 후자는 가능한 한 많은 배타적 권리를 포기하여 기능적으로 퍼블릭 도메인에 콘텐츠를 공개하는 것과 동일하다. WTFPL 또는 퍼블릭 도메인과 유사한 라이선스와 같이 다른 고도로 허용적인 라이선스에 속하는 콘텐츠는 사이트의 FAQ에 따라 업로드되기 전에 CC0으로 재라이선스되어야 한다. 이 웹사이트는 또한 위키미디어 공용과 유사하게 두 가지 이상의 라이선스 하에 자산을 업로드하는 공동 라이선싱도 허용한다.

## 콘텐츠

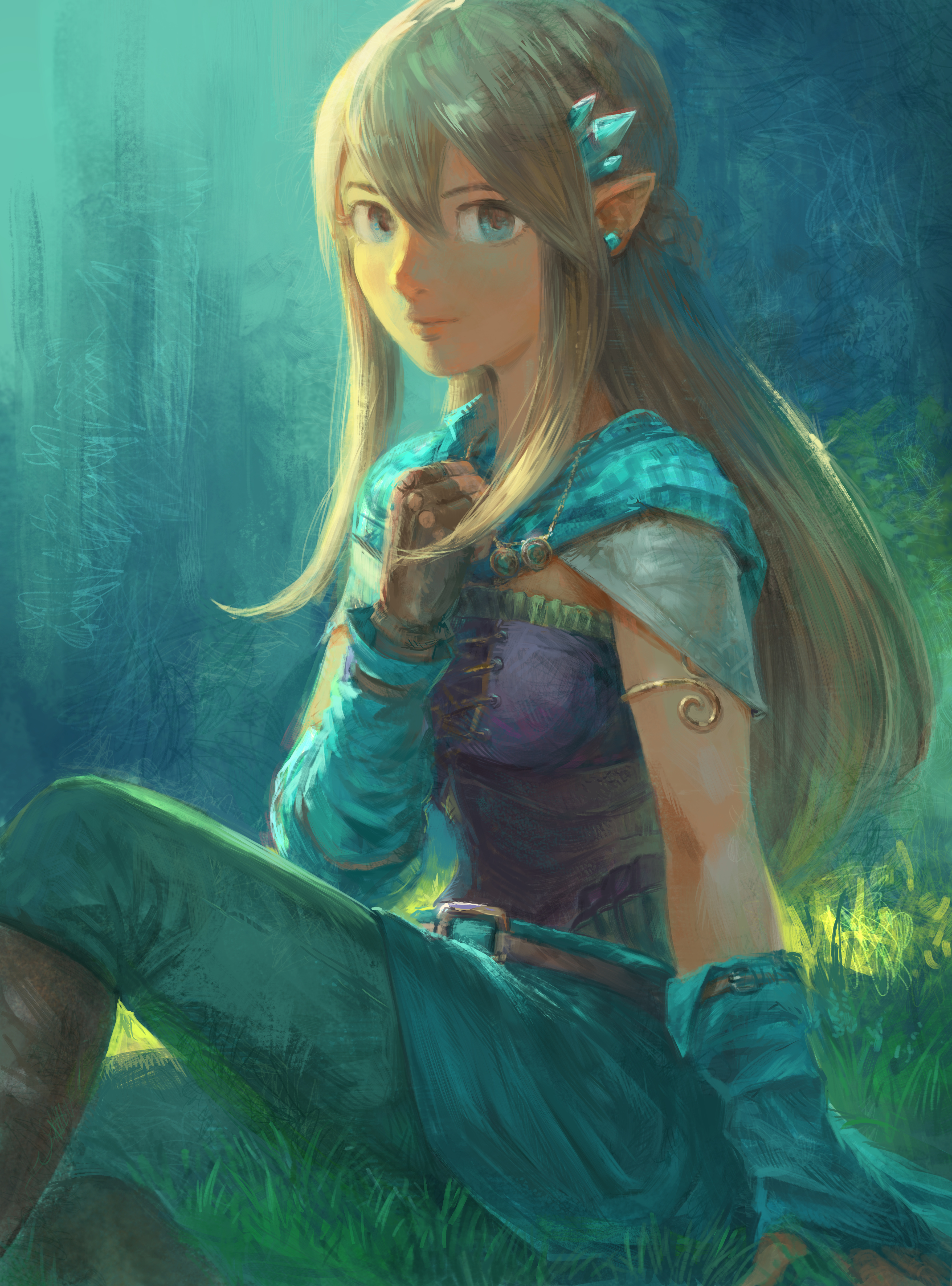
사라는 오픈 게임 아트의 마스코트이다. 이 캐릭터의 해석은 데이비드 레보이가 만들었다.

자유 저작물 저장소이기 때문에, 사이트의 많은 콘텐츠는 종종 김프, 잉크스케이프, 크리타 및 특히 블렌더와 같은 자유 소프트웨어를 사용하여 만들어진다.
워존 2100, 웨스노스 전쟁, 프로가토 프로젝트 등의 아티스트들이 자산을 기여했다. Quarternius와 Kenny.nl 컬렉션의 일부도 포함되어 있다.
사이트는 또한 기사 및 튜토리얼 섹션과 사용자들을 위한 토론 포럼도 가지고 있다.

## 운영
호스팅 비용은 현재 사이트 운영자가 부담한다. 페이팔 계정을 통해 기부금을 받으며, 이 기부금은 전적으로 새로운 예술 작품을 의뢰하는 데 사용되며, 사용자는 어떤 종류의 예술 작품을 의뢰할지 요청할 수 있다.
OpenGameArt.org는 또한 순수 자유 게임 데이터베이스인 Libregamewiki, Free Gamer 블로그 및 FreeGameDev 포럼과 같은 관련 웹사이트와도 제휴하고 있다.

### 대회 및 게임 잼
2009년 6월부터 7월까지, 오픈 게임 아트를 위해 특별히 의뢰된 한 쌍의 인간형 스프라이트에 옷, 머리카락 및 액세서리를 만들기 위한 픽셀 아트 공모전이 열렸다. 이것은 이후 크리에이티브 커먼즈 작품의 통일된 세트를 만드는 프로젝트인 Liberated Pixel Cup (LPC)으로 발전했다.
새로운 예술적 기여를 장려하기 위해, 사이트는 또한 비공식적인 주간 대회인 금요일 챌린지를 개최한다. 금요일에 예술적 주제가 발표되고, 9일 후에 우승자가 결정될 때까지 출품작에 대한 투표가 진행된다.
2017년부터, 커뮤니티는 Itch.io에서 반정기적으로 계절별 게임 잼을 조직해 왔다.